# Castelfranco d'Oglio
Castelfranco d'Oglio è una frazione del comune italiano di Piadena Drizzona, in provincia di Cremona.

## Storia
Castelfranco, piccolo borgo agricolo di antica origine, fu fondato dai cremonesi per controllare il fiume Oglio, che segnava il confine con il territorio bresciano.
Nel 1786, con la suddivisione della Lombardia austriaca in province, Castelfranco fu assegnata alla provincia di Bozzolo, divenuta l'anno successivo provincia di Casalmaggiore. Nel 1791 passò alla provincia di Cremona.
In età napoleonica, nel 1807, Castelfranco divenne frazione di Piadena, recuperando l'autonomia con la costituzione del Regno Lombardo-Veneto (1816).
All'Unità d'Italia (1861) il comune contava 406 abitanti. L'anno successivo il comune assunse la denominazione di Castelfranco d'Oglio, per distinguersi da altre località omonime.
Nel 1867 il comune di Castelfranco d'Oglio venne soppresso e aggregato a Drizzona.
A partire dal 2019, con la fusione con il comune di Piadena, fa parte del nuovo comune di Piadena Drizzona.